# Aquaman (película)
Aquaman es una película de superhéroes estadounidense de 2018. Está basada en el personaje del mismo nombre de DC Comics y distribuida por Warner Bros. Pictures. Es la sexta entrega del Universo extendido de DC (DCEU). Dirigida por James Wan, con un guion de David Leslie Johnson-McGoldrick, James Wan y Will Beall, derivado de una historia de Geoff Johns, James Wan y Will Beall, protagonizada por Jason Momoa como el personaje principal y con Amber Heard, Willem Dafoe, Patrick Wilson, Dolph Lundgren, Yahya Abdul-Mateen II y Nicole Kidman en papeles secundarios. Es la tercera película de acción en vivo que presenta a Aquaman, después de Batman v Superman: Dawn of Justice (2016) y Justice League (2017), y el primer largometraje centrado en el personaje. En Aquaman, Arthur Curry, el heredero del reino submarino de Atlantis, debe luchar contra su medio hermano, el Rey Orm, para poder liderar a su gente, ya que este último busca unir los siete reinos submarinos contra el mundo de la superficie.
El desarrollo de una película de Aquaman comenzó en 2004 con varios planes que fracasaron a lo largo de los años. En agosto de 2014, Beall y Kurt Johnstad fueron contratados para escribir dos guiones y la película se anunció oficialmente en octubre de 2014. Wan se incorporó como director en abril de 2015 y en julio de 2016 se anunció que la película seguiría adelante con el guion de Beall, aunque Wan, Johnstad, Johns y Johnson-McGoldrick realizaron varias reescrituras. El elenco principal se confirmó a lo largo de 2016 y principios de 2017. La fotografía principal comenzó en Australia el 2 de mayo de 2017. La mayor parte de la película se filmó en los estudios Village Roadshow en Gold Coast, Queensland, con grabaciones también en Canadá, Italia y Marruecos. El rodaje se terminó el 21 de octubre de 2017.
Aquaman tuvo su première en Londres el 26 de noviembre de 2018 y fue estrenada en los Estados Unidos por Warner Bros. Pictures en Real D 3D, Dolby Cinema, IMAX e IMAX 3D el 21 de diciembre de 2018. La película recaudó $1,148 millones de dólares en todo el mundo; es la entrega con mayor recaudación del DCEU y la quinta película de mayor recaudación de 2018, así como la 26ª película de mayor recaudación de todos los tiempos. Recibió reseñas mixtas de los críticos y positivas de la audiencia, con elogios dirigidos al tono, la dirección, la aventurera cinematografía y los efectos especiales, pero con reseñas negativas hacia la trama complicada, el diálogo y el tiempo de duración.
Una secuela, Aquaman y el Reino Perdido, ha sido anunciada para estrenar el 22 de marzo de 2024.

## Sinopsis
Tras los acontecimientos de la Liga de la Justicia, Arthur Curry, el renuente gobernante del reino submarino de Atlantis, se ve atrapado en una batalla entre habitantes de la superficie, que amenazan a sus océanos, y su propia gente, que están dispuestos a atacar e invadir la superficie para proteger a su gente porque los querían destruir o aniquilar.

## Argumento
En 1985, Maine, el farero Thomas Curry (Temuera Morrison) rescata a Atlanna (Nicole Kidman), reina del reino submarino de la Atlántida, durante una tormenta. Se enamoran y tienen un hijo llamado Arthur, que tiene el poder de comunicarse con las criaturas marinas. Cuando los soldados atlantes enviados por el rey Orvax, el gobernante de la Atlántida, llegan a buscar a Atlanna, quien huyó de su matrimonio concertado, se ve obligada a dejar a su familia para protegerlos de su pueblo. Ella promete regresar cuando sea seguro y regresa a la Atlántida, confiando a su asesor, Nuidis Vulko (Willem Dafoe), el entrenamiento de Arthur. Al convertirse en un hábil guerrero, Arthur rechaza a la Atlántida al enterarse de que Orvax ejecutó a Atlanna por amar a un humano y tener un hijo mestizo.
En el presente, Arthur Curry se ha hecho conocido como el metahumano apodado por el público como Aquaman (Jason Momoa). Un año después de la derrota de Steppenwolf, Arthur se enfrenta a piratas que secuestran a un ruso submarino clase Akula. Su líder, Jesse Kane (Michael Beach), muere, lo que lleva a su hijo David Kane (Yahya Abdul-Mateen II) a jurar venganza contra Arthur, después de que Arthur rechazó su solicitud de ayudar a salvar a Jesse. David escapa en un TR-3B, que luego se insinúa que fue robado de la Marina de los Estados Unidos semanas antes. El rey Orm Marius (Patrick Wilson), hijo de Orvax (ahora nuevo gobernante de Atlantis) y medio hermano menor de Arthur, convence al rey Nereus de Xebel (Dolph Lundgren) para que ayude a unir la Atlántida y destruir el mundo de la superficie por contaminar los océanos. Si Orm une los cuatro reinos, recibirá el título de Amo del Océano, comandante de la fuerza más poderosa de la Tierra. Son emboscados por el mismo submarino ruso de cla clase Akula, lo que hace que Orm se sienta obligado a enviar un tsunami.
La hija de Nereus, Mera (Amber Heard) comprometida con Orm, se niega a ayudarlos y solicita la ayuda de Arthur, y Arthur la acompaña a la Atlántida después de que el tsunami de Orm casi mata a su padre. Vulko lo insta a encontrar el Tridente de Atlan, un poderoso artefacto del primer gobernante de Atlantis, para reclamar el lugar que le corresponde como rey. Son emboscados por los hombres de Orm y Arthur es capturado. Orm lo culpa por la muerte de Atlanna y casi lo mata en un duelo antes de que Mera lo rescate. Arthur y Mera viajan al caído Reino de los Desertores, escondido bajo el Sáhara, donde se forjó el tridente, y desbloquean un mensaje holográfico que los lleva a Sicilia, Italia, donde recuperan las coordenadas del tridente.
Orm le da a David un traje de batalla atlante para matar a Arthur, encarcela a Vulko y obliga al Reino de los Pescadores a jurarle lealtad matando a su rey. Se revela que Orm contrató a David y a su padre para secuestrar el submarino ruso y ganarse el apoyo de Nereus. Un David blindado se rebautiza como Manta Negra y lucha contra Arthur, pero Arthur lo derrota. Arthur y Mera defienden a los monstruos anfibios de la Trinchera y un agujero de gusano los transporta a un mar inexplorado en el centro de la Tierra. Ahí se reencuentran con Atlanna, quien fue sacrificada en la Trinchera por el nacimiento ilegítimo de Arthur hace 20 años. Sin embargo, sobrevivió y escapó a un mar desconocido, incapaz de encontrar el camino de regreso.
Arthur se enfrenta al Kraken, un monstruo marino mítico y guardian del tridente, y reclama el tridente, que le otorga control sobre los siete mares. Orm lidera su ejército contra el Reino de Brine para declararse Amo del Océano, mientras Arthur lidera un ejército de criaturas marinas contra él. Los seguidores de Orm aceptan a Arthur como el verdadero rey al enterarse de que empuña el Tridente de Atlan. Arthur le perdona la vida a Orm después de vencerlo en un duelo, y Orm acepta su encarcelamiento después de descubrir que Arthur rescató a su madre. Atlanna se reúne con Thomas, mientras Arthur asciende al trono.
En una escena a mitad de créditos, David es rescatado por el Dr. Stephen Shin (Randall Park), un científico marino y teórico de la conspiración obsesionado con la Atlántida. David acepta llevar a Shin allí a cambio de su ayuda en su venganza contra Arthur.

## Reparto
- Jason Momoa como Arthur Curry / Aquaman:
Un mitad atlante y mitad humano que se resiste a ser rey de la nación submarina de Atlantis. Es miembro de la Liga de la Justicia. Posee una fuerza sobrehumana, durabilidad y tiene la capacidad de manipular la hidroquinesis, las mareas, comunicarse con criaturas marinas y nadar a velocidades supersónicas.
  - Kaan Guldur interpreta a un Arthur Curry de 9 años, Otis Dhanji retrata a Arthur de 13 años y Kekoa Kekumano retrata a Arthur de 16 años.[9]
- Amber Heard como Mera:
La princesa de Xebel, el interés amoroso de Arthur Curry, una guerrera e hija del rey Nereus. Fue criada por la reina Atlanna y preparada para convertirse en reina. Mera posee poderes hidroquinéticos y telepáticos que le permiten controlar su entorno acuático y comunicarse con otros atlantes.
- Willem Dafoe como Nuidis Vulko:
El visir de Atlantis, quien fue el mentor del joven Arthur y lo entrena para luchar. Dafoe fue rejuvenecido digitalmente para las escenas retrospectivas.
- Patrick Wilson como el príncipe Orm Marius / Amo del Océano:
El medio hermano atlante de Arthur Curry y rey de Atlantis, que busca unir los siete reinos submarinos y convertirse en el Amo del Océano para declarar la guerra en el mundo de la superficie por la profanación de los mares por parte de la humanidad. Wilson interpretó previamente a Dan Dreiberg / Nite Owl II en la película Watchmen (2009) y prestó su voz al presidente de los Estados Unidos de América en la película Batman v Superman: Dawn of Justice (2016) del Universo extendido de DC, convirtiendo a Aquaman en su tercer personaje cinematográfico basado en DC Comics.
- Dolph Lundgren como el Rey Nereus:
El rey de la tribu atlante de Xebel y el padre de Mera, a quien Orm engaña para que formen una alianza con falsos pretextos.
- Yahya Abdul-Mateen II como David Kane / Manta Negra:
Un pirata despiadado y un mercenario de alta mar con talento para crear innovaciones tecnológicas mortales. No se hace referencia a él por su nombre civil en la película y se le acredita simplemente como "Manta".
- Ludi Lin como Capitán Murk:
El comandante de los Men-of-War, el ejército de primera línea de Atlantis.
- Temuera Morrison como Thomas Curry: El padre de Arthur y un farero. Morrison apareció previamente en la película Linterna Verde de 2011, convirtiendo a Aquaman en su segunda aparición en una película de DC Comics.
- Nicole Kidman como Atlanna:
La Reina de la Atlántida, madre de Arthur Curry y Orm. Kidman protagonizó anteriormente la película Batman Forever de 1995, lo que convirtió a Aquaman en su segunda aparición en una película de DC Comics.
- Ilya Melnikoff como capitán del submarino ruso
- Kyryl Koltsov como miembro de la tripulación del submarino ruso

Randall Park interpreta al doctor Stephen Shin, un biólogo marino obsesionado con encontrar la ciudad perdida de Atlantis. Graham McTavish aparece como el Rey Atlan, el primer rey de Atlantis y el antepasado de Atlanna, Orm y Arthur. Michael Beach interpreta a Jesse Kane, el padre de Manta y el líder de su grupo de piratas del océano.
Leigh Whannell, colaborador de la película durante mucho tiempo del director Wan, aparece en la película como piloto de carga. John Rhys-Davies le da voz al Rey Brine y Djimon Hounsou le da voz al Rey Ricou de los Pescadores, mientras que ambos personajes son retratados en la pantalla a través de captura de movimiento realizada por Andrew Crawford. Natalia Safran y Sophia Forrest proporcionan la captura de voz y movimiento de la Reina Rina y la Princesa Scales de los Pescadores, respectivamente.

## Producción

### Desarrollo
En 2004, el sitio web conocido como FilmJerk.com informó que Alan y Peter Riche, a través de su productora Sunrise Entertainment's, inicialmente tenían en mente la idea de llevar a Aquaman a la gran pantalla junto a Warner Bros., con Ben Grant como guionista y a quien originalmente habían encargado escribir el guion. Sin embargo, la película no tuvo el aval y buen puerto para ser producida, por lo que la producción fue desecha y archivada en ese momento. Posteriormente, en julio de 2009, se informó que una película de Aquaman se encontraba en desarrollo por parte de Appian Way, una productora perteneciente al actor Leonardo DiCaprio. El Presidente y CEO de Warner Bros. Pictures, Barry Meyer, dijo en su momento que Aquaman como película se encontraba en fase de desarrollo. Posteriormente, una fuente de Warner Bros. dijo al sitio The Wrap que estaban discutiendo las posibilidades de la película, incluso, con una posible mención del personaje en la película El hombre de acero, así como una posible aparición en una futura película con Superman, Batman, Wonder Woman y una propia únicamente con Aquaman. El productor Geoff Johns en ese entonces le dijo a Variety que Aquaman era de los personajes que tenía entre sus prioridades cinematográficas en la compañía. Posteriormente, se anunció el 12 de agosto de 2014 que Warner Bros. había contratado a los guionistas Will Beall y Kurt Johnstad para escribir dos guiones independientes para una próxima película de Aquaman. La película se desarrollaría por las vías duales, lo que significaría que se habían escrito dos guiones, pero que sólo la mejor versión sería la que llevarían al cine. Posteriormente, el 10 de abril de 2015, The Hollywood Reporter informó que James Wan era candidato para dirigir la película. En junio de 2015, Wan fue confirmado para dirigir la película, dando el visto bueno al guion escrito por Kurt Johnstad. El 12 de noviembre de 2015, David Leslie Johnson fue contratado para escribir una nueva versión del guion, sin embargo, no quedó claro si iba a escribir el guion por separado o si estaba trabajándolo junto con Wan. Fue entonces cuando se reveló que los planes de los anteriores guiones habían sido desechados, por lo tanto, James Wan y Johnson habían planeado avanzar con un nuevo guion reescrito por el guionista Will Beall. Desde entonces, la preproducción comenzó en Australia a finales de noviembre de 2016.

### Casting
El 20 de octubre de 2014, en una entrevista hecha por el portal de entretenimiento ComicBook.com a Jason Momoa, éste reveló que había sido escogido para el papel, pero que en la película de la Liga de la Justicia es en donde se le podría ver primero. Aun así para aquel entonces no se sabía si la película en solitario de Aquaman saldría antes de la película de la Liga de la justicia o después. Se pensó que en ella podría contarse parte del origen y de dónde provino Aquaman. Warner Bros. anunció posteriormente que la película de Aquaman sería la séptima entrega del Universo extendido de DC, y que finalmente sí sería protagonizada por Jason Momoa. En diciembre de 2014, se reveló que Momoa había firmado un contrato con Warner Bros. y DC Films, y quería que Zack Snyder dirigiera la película en solitario de Aquaman. El 13 de enero de 2016, The Hollywood Reporter anunció que Amber Heard había entrado en negociaciones para interpretar el papel femenino de Mera, el interés amoroso de Aquaman; y su casting fue confirmado dos meses más tarde. En abril de 2016, Willem Dafoe fue elegido para el papel de Nuidis Vulko, previamente pensado para aparecer en la Liga de la Justicia, y posteriormente confirmado para hacer su debut en la película en solitario de Aquaman. El 12 de diciembre de 2016 se confirmó que Patrick Wilson interpretaría al medio-hermano de Aquaman y villano conocido como Ocean Master. El 31 de enero de 2017, Yahya Abdul-Mateen II fue confirmado como parte del reparto en el papel del villano mercenario y aventurero Manta Negra.

### Rodaje
El rodaje comenzó en Australia el 2 de mayo de 2017, bajo el título clave de Acab. La mayor parte de la película se rodó en los estudios australianos de Village Roadshow Estudios en la ciudad de Gold Coast, Queensland. El rodaje también tuvo lugar en las costas de Terranova, la isla italiana de Sicilia y en las costas de Túnez.

### Influencia de Zack Snyder
Cuando Joss Whedon se hizo cargo de Liga de la Justicia (2017), no solo se encargó de las regrabaciones. Sino que cambió la película por completo lo que originalmente iba a ser. Eso significaba que ciertos personajes fueron representados de maneras muy diferentes y parece que Arthur Curry de Jason Momoa estaba entre ellos.
El actor Neil Daly, quien supuestamente supervisó los exámenes de prueba para Liga de la Justicia y Aquaman, afirmó que Zack Snyder ayudó a James Wan a distanciar al personaje de la versión que vimos en el conjunto de superhéroes que había reinventado Joss Whedon.
«Podríamos haber conseguido que una película completa sobre Aquaman básicamente adulara a Mera todo el tiempo y hiciéramos todo tipo de chistes sucios y cosas así. Y realmente tenían que alejarse de eso, que es todo lo que Whedon había hecho. Así que Snyder tuvo influencia en Aquaman. James Wan mostraba a Zack Snyder (contra los deseos del estudio), cortes de la película y las primeras pruebas de evaluación y guiones gráficos para asegurarse de que están en la misma página con lo que originalmente quería y Snyder dio a su bendición de aprobación, devolviéndolo a lo que quería todo el tiempo».

### Posproducción
Kirk Morri, cinco veces colaborador de James Wan, se desempeñó como editor de Aquaman. Charles Gibson, dos veces ganador del Premio de la Academia (Babe y Pirates of the Caribbean: Dead Man's Chest), y Kelvin McIlwain (Franquicia de Rápidos y Furiosos), colaboraron como supervisores generales de efectos visuales.

## Marketing
En marzo de 2017, antes de la filmación, se mostró por primera vez a Aquaman durante la convención CinemaCon en Las Vegas, Nevada, con Momoa presentando un video del director James Wan mostrando un arte conceptual de la película. Más tarde, el 22 de julio, el primer metraje de la película debutó en la San Diego Comic-Con (SDCC) 2017 con un teaser presentado por Momoa durante el panel de Warner Bros. en el Hall H; el director Wan presentó el video, afirmando que "de muchas maneras, esta es una historia de origen", refiriéndose a la película. En abril de 2018, Wan y Momoa mostraron otro teaser con nuevas imágenes en bruto en la CinemaCon, junto con Amber Heard, Patrick Wilson y Yahya Abdul-Mateen II en el escenario. En una entrevista con Entertainment Weekly durante el evento, Wan se burló del conflicto entre Arthur Curry y su hermanastro y antagonista principal en la película, Orm/Ocean Master, diciendo que "es casi una historia muy clásica de Shakespeare sobre un hermano de otro mundo vs Hermano de otro mundo. Y realmente es una historia clásica de rivalidad entre hermanos".

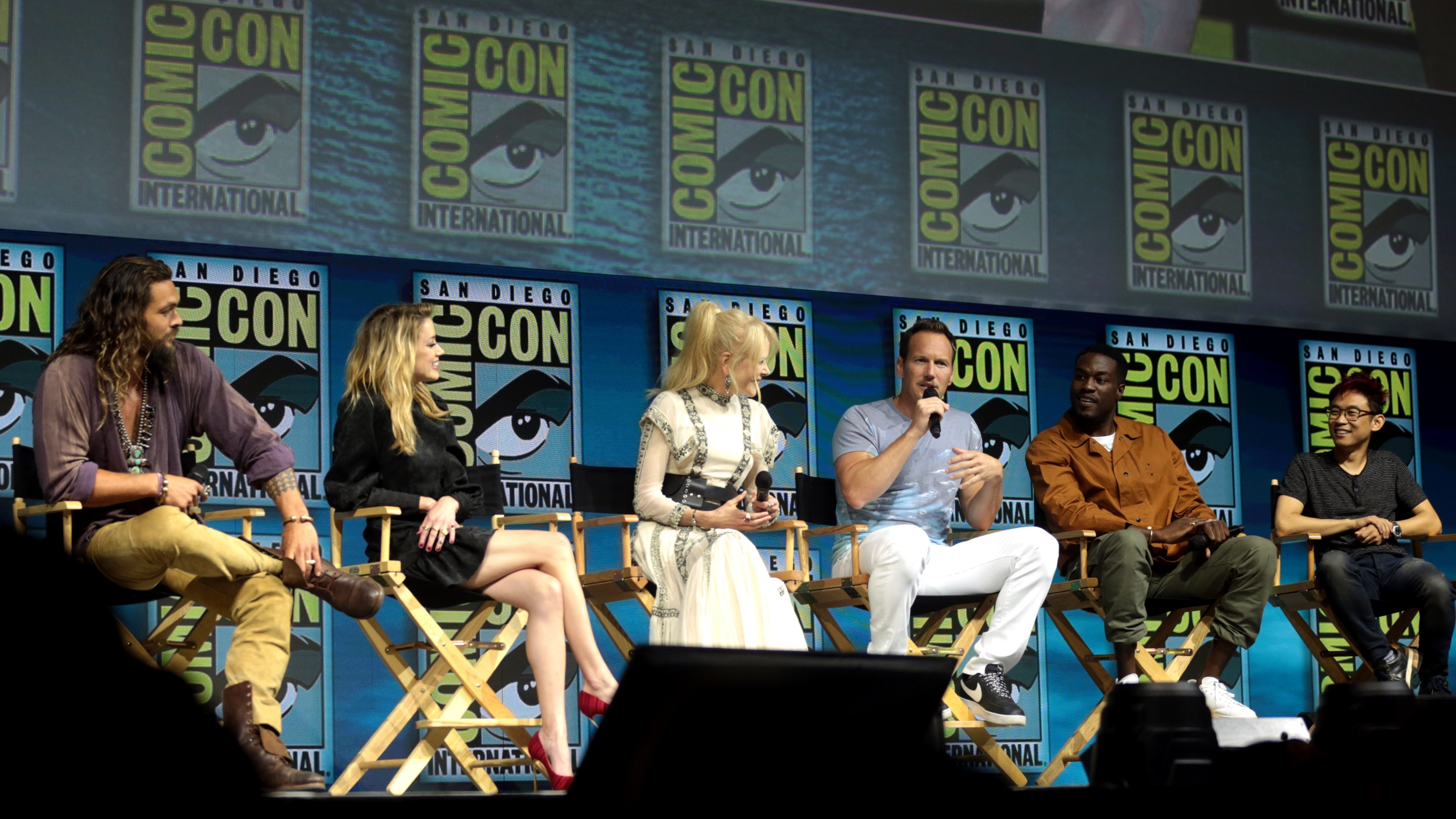
El reparto y el director de Aquaman en la San Diego Comic-Con de 2018. De izquierda a derecha: Jason Momoa, Amber Heard, Nicole Kidman, Patrick Wilson, Yahya Abdul-Mateen II and James Wan

El 11 de junio de 2018, el primer tráiler de la película se presentó en la conferencia europea de expositores CineEurope en Barcelona, España. Un primer vistazo a Black Manta, Ocean Master, Queen Atlanna y Nuidis Vulko fue revelado por Entertainment Weekly el 14 de junio de 2018. El 16 de julio de 2018, se publicó un póster oficial. El 21 de julio de 2018, el primer tráiler fue lanzado en el SDCC 2018, y se le consideró el mejor tráiler recibido durante la convención internacional. Más tarde se adjuntó a las proyecciones en cines de Teen Titans Go! To The Movies, Misión: Imposible - Fallout, The Meg, The Predator y Venom. El elenco también apareció como invitado en el programa de entrevistas nocturno Conan con Conan O'Brien durante el SDCC, el domingo 22 de julio. A fines de agosto del mismo año, el estudio realizó proyecciones de prueba, con reacciones positivas y mixtas compartidas en las redes sociales, y describiendo a la película como buena pero no excelente. El 5 de octubre de 2018, Warner Bros lanzó un video extendido de 5 minutos. Recibiendo reacciones positivas de las audiencias, con elogios dirigidos hacia los efectos especiales, la acción, la cinematografía y la fidelidad al cómic. El primer spot oficial de televisión para la película fue lanzado por el estudio el 16 de octubre de 2018, seguido de un segundo el 1 de noviembre de 2018. El mismo mes, se publicaron pósteres de personajes para Aquaman, Mera, Black Manta, Ocean Master, King Nereus, Reina Atlanna y Nuidis Vulko.
El 7 de noviembre de 2018, el estudio anunció el calendario de la gira de promoción mundial, que tuvo lugar durante los meses de noviembre y diciembre, con eventos para fanáticos, proyecciones y estrenos en las principales ciudades del mundo, incluyendo Beijing, Londres, Nueva York. Manila, Los Ángeles, Miami, Gold Coast, Sídney y Hawái. Además, se anunció que la película se proyectaría el 7 de diciembre de 2018 durante la Brasil Comic Con (CCXP) en São Paulo. La semana siguiente, un vídeo oficial detrás de las escenas fue lanzado, e incluyó  imágenes que no se habían visto antes en los tráileres convencionales. Dos días después, los dos pósteres principales de la película fueron lanzados, con Aquaman y Mera mostrando sus trajes de los cómics. El 19 de noviembre de 2018, se lanzó el último tráiler de la película, junto con el anuncio del inicio de la venta de entradas. El mismo día, se mostraron 30 minutos de la cinta en China durante la primera parada de la gira de promoción de la película, lo que generó reacciones entusiastas entre los asistentes.
El éxito financiero de la película se ha atribuido al plan de marketing del estudio, que atrae a una amplia gama de datos demográficos (especialmente mujeres) a través de la publicidad, las redes sociales y socios promocionales en todo el mundo.

### Música
El 7 de marzo de 2018, Rupert Gregson-Williams fue anunciado como el compositor de Aquaman. Gregson-Williams escribió previamente la partitura para Wonder Woman, la cuarta película en el universo extendido de DC. La banda sonora fue lanzada por WaterTower Music el 14 de diciembre de 2018. El álbum incluye una canción original de la artista estadounidense Skylar Grey titulada "Everything I Need", escrita por Gray y Elliott Taylor. El segundo tráiler presentó una pieza llamada "Sidewinder" del compositor Phil Lober de Ghostwriter Music.

## Estreno
Aquaman tuvo su estreno mundial en el Empire, Leicester Square en Londres el 26 de noviembre de 2018. Fue lanzada en los Estados Unidos por Warner Bros. Pictures en RealD 3D, Dolby Cinema, IMAX e IMAX 3D el 21 de diciembre de 2018. Anteriormente, se había fijado para el 27 de julio de 2018 y luego se trasladó al 5 de octubre del mismo año, antes de establecerse en su fecha de lanzamiento en diciembre. El 19 de noviembre de 2018, Atom Tickets anunció que los miembros de Amazon Prime en los Estados Unidos tendrían un acceso temprano a la venta de las entradas para una proyección de la película el 15 de diciembre en las salas de Regal, National Amusements, ArcLight y AMC selectas.
Internacionalmente, la película se estrenó en China el 7 de diciembre de 2018,  en el Reino Unido el 12 de diciembre, en Argentina, Brasil, México y Rusia el 13 de diciembre, y en India el 14 de diciembre de 2018.

## Versión doméstica
Aquaman se estrenó en HD Digital el 5 de marzo de 2019 y el 26 en DVD y el 4K UHD + Blu-ray, 3D. Las ventas domésticas fueron de $27,877,522 en DVD y el Blu-ray $42,791,959, haciendo un total de $70,669,481.

## Recepción

### Respuesta crítica
Aquaman ha recibido reseñas mixtas de parte de la crítica y más positivas de la audiencia. En el sitio web especializado Rotten Tomatoes, la película posee una aprobación de 65%, basada en 412 reseñas, con una calificación de 6.0/10 y con un consenso crítico que dice:"Aquaman nada con su entretenida marea ridícula, y ofrece un espectáculo de superhéroes CGI que brinda acción enérgica con énfasis en la diversión a la antigua usanza." De parte de la audiencia tiene una aprobación de 73%, basada en 25 000 votos, con una calificación de 3.8/5.
El sitio web Metacritic le ha dado a la película una puntuación de 55 de 100, basada en 49 reseñas, indicando "reseñas mixtas". Las audiencias encuestadas por CinemaScore le han dado a la película una "A-" en una escala de A+ a F, mientras que en el sitio IMDb los usuarios le han dado una calificación de 7.7/10, sobre la base de 64 013 votos. En la página FilmAffinity la cinta tiene una calificación de 6.5/10, basada en 2193 votos.

### Taquilla
Aquaman recaudó $335.1 millones en los Estados Unidos y Canadá y $812.6 millones en otros territorios, para un total mundial bruto de $1.150 mil millones. Se convirtió en la entrega más taquillera del DCEU y la película más taquillera basada en cualquier personaje de DC, así como la segunda película más taquillera mundialmente de Warner Bros., detrás de Harry Potter y las Reliquias de la Muerte - Parte 2 ($1.342 mil millones). Deadline Hollywood calculó la ganancia neta de la película en $260.5 millones al factorizar todos los gastos e ingresos, lo que la convierte en el quinto lanzamiento más rentable de 2018.

#### Doméstica
El día después de anunciar las primeras proyecciones de Amazon, los números totales de la preventa de 24 horas de Aquaman se convirtieron en los más altos en la historia de Atom Tickets, superando a Avengers: Infinity War, y también superando a Jumanji: Welcome to the Jungle, otra película que Amazon Prime ofreció antes a sus suscriptores, el diciembre anterior. La película obtuvo $ 2.9 millones de dólares provenientes de las proyecciones previas de Amazon en 1225 cines, más que los $ 1.86 millones de Jumanji: Welcome to the Jungle. En los Estados Unidos y Canadá, Aquaman se estrenó junto con Bumblebee, Jefa por accidente y Bienvenidos a Marwen, y se pronosticó que generaría entre 65 y 70 millones de dólares en su primer fin de semana, y $ 120 millones durante los primeros cinco días (con algunas cifras muy optimistas situándose en los $ 150 millones). La película ganó $ 28 millones en su primer día, incluidos $9 millones de las previsualizaciones del jueves por la noche (un total de $ 13.7 millones, incluidas las proyecciones de Amazon y una preventa del miércoles). Debutó con $ 67.9 millones ($ 73.2 millones incluyendo todas las proyecciones iniciales), encabezando la taquilla pero marcando la apertura más baja del DCEU. Luego ganó $ 11 millones el lunes y $ 22.1 millones el día de Navidad (una de las seis películas que recaudó más de $ 20 millones en la festividad), su apertura total de cinco días fue de $ 105.7 millones. La película ganó $ 52.1 millones en su segundo fin de semana, con una caída del 23%, así como $ 10.1 millones en la víspera de Año Nuevo y $ 16.8 millones en el Día de Año Nuevo. La película luego se mantuvo en primer lugar por tercer fin de semana consecutivo, recaudando $ 31 millones. La película ganó $17.4 millones en su cuarto fin de semana de estreno, pero fue superada por The Upside, que superó las expectativas al debutar con $20.4 millones y destronar a Aquaman en la taquilla.

#### Foránea
En China, donde la película se estrenó dos semanas antes de su debut en los Estados Unidos, ganó $ 24.6 millones de dólares (¥ 169.5 millones de yuanes) en su primer día, representando el 86% de la participación de mercado y estableciendo un récord de apertura de Warner Bros. . Continuó debutando a $ 93.6 millones (¥ 644.8 millones), marcando la mejor apertura de la historia para el DCEU, Warner Bros. y un lanzamiento en diciembre en el país. También superó a toda la vida en taquilla de Mujer Maravilla en solo tres días. La película recaudó 12.99 millones de dólares el lunes, con lo que se cruzaron $ 100 millones ($ 107,7 millones). Para el jueves, su quinto día de estreno, la película había ganado $ 135.3 millones, superando los totales de cada película de Marvel Cinematic Universe en solitario. Al 14 de enero de 2019, la película ha recaudado $ 293.70 millones de dólares en China. Su tercer mercado más importante es Corea del Sur, donde lleva recaudados $38 millones de dólares; le siguen Brasil con 33 millones, México con 30, el Reino Unido con 26 y Australia con 24.

### Premios y nominaciones
| Premios                                        | Fecha de la ceremonia    | Categoría                                                       | Receptor y nominado(s) | Resultado | Ref(s)  |
| ---------------------------------------------- | ------------------------ | --------------------------------------------------------------- | --- | --------- | ------- |
| Alliance of Women Film Journalists             | 10 de enero de 2019      | Logro Sobresaliente de una Mujer en la Industria del Cine       | Nicole Kidman por un año excepcional de actuaciones en Destroyer, Boy Erased y Aquaman, y por abrir oportunidades a mujeres en producciones. | Nominados | [ 102 ] |
| Dorian Awards                                  | 13 de enero de 2019      | Mejor Película del año                                          | Aquaman | Nominados | [ 103 ] |
| Gold Derby Awards                              | 30 de enero de 2019      | Mejores efectos visuales                                        | Kelvin McIlwain, Jeff White, Bryan Hirota, Kimberly Nelson LoCascio                                                                          | Nominados | [ 104 ] |
| Visual Effects Society Awards                  | 5 de febrero de 2019     | Ambiente Creado Excepcionalmente en una Característica Fotoreal | Fernando Aviles , Aaron Barr, Jeffrey De Guzman, Ziad Shureih por "Atlantis"                                                                 | Nominados | [ 105 ] |
| Visual Effects Society Awards                  | 5 de febrero de 2019     | Sobresaliente Cinematografía Virtual en un Proyecto Fotoreal.   | Claus Pedersen, Mohammad Rastkar, Cedric Lo, Ryan McCoy por "Batalla del tercer acto"                                                        | Nominados | [ 105 ] |
| Make-Up Artists and Hair Stylists Guild Awards | 16 de febrero de 2019    | Mejor maquillaje                                                | Justin Raleigh, Ozzy Álvarez, Sean Genders                                                                                                   | Nominados | [ 106 ] |
| Golden Reel Awards                             | 17 de febrero de 2019    | Largometraje – Partitura Musical de Fondo                       | Aquaman | Nominados | [ 107 ] |
| Costume Designers Guild Awards                 | 19 de febrero de 2019    | Excelencia en una Cinta de Ciencia Ficción/Fantasía             | Kym Barrett | Nominados | [ 108 ] |
| SXSW Film Design Award                         | 12 de marzo de 2019      | Excelencia en el diseño de títulos                              | Aaron Becker, Simon Clowes | Nominados | [ 109 ] |
| Kids' Choice Awards                            | 23 de marzo de 2019      | Película favorita                                               | Aquaman | Nominados | [ 110 ] |
| Kids' Choice Awards                            | 23 de marzo de 2019      | Actor de cine favorito                                          | Jason Momoa | Nominados | [ 110 ] |
| Kids' Choice Awards                            | 23 de marzo de 2019      | Superhéroe favorito                                             | Jason Momoa | Nominados | [ 110 ] |
| Golden Trailer Awards                          | 29 de mayo de 2019       | Mejor aventura de fantasía de entretenimiento doméstico         | Aquaman, Target Wall “I Am”, Warner Bros., Aspect                                                                                            | Nominados | [ 111 ] |
| MTV Movie & TV Awards                          | 17 de junio de 2019      | Mejor beso                                                      | Jason Momoa & Amber Heard | Nominados | [ 112 ] |
| Saturn Awards                                  | 13 de septiembre de 2019 | Mejor película de cómic                                         | Aquaman | Nominados | [ 113 ] |
| Saturn Awards                                  | 13 de septiembre de 2019 | Mejor director                                                  | James Wan | Nominados | [ 113 ] |
| Saturn Awards                                  | 13 de septiembre de 2019 | Mejor actriz de reparto                                         | Amber Heard | Nominados | [ 113 ] |
| Saturn Awards                                  | 13 de septiembre de 2019 | Mejor edición                                                   | Kirk Morri | Nominados | [ 113 ] |
| Saturn Awards                                  | 13 de septiembre de 2019 | Mejor diseño de producción                                      | Bill Brzeski | Nominados | [ 113 ] |
| Saturn Awards                                  | 13 de septiembre de 2019 | Mejor diseño de vestuario                                       | Kym Barrett | Nominados | [ 113 ] |
| Teen Choice Awards                             | 11 de agosto de 2019     | Mejor Película de Ciencia Ficción/Fantasía                      | Aquaman | Nominados | [ 114 ] |
| Teen Choice Awards                             | 11 de agosto de 2019     | Mejor actor de película de Ciencia Ficción/Fantasía             | Jason Momoa | Nominados | [ 114 ] |
| Teen Choice Awards                             | 11 de agosto de 2019     | Mejor actriz de película de Ciencia Ficción/Fantasía            | Amber Heard | Nominados | [ 114 ] |
| Teen Choice Awards                             | 11 de agosto de 2019     | Mejor villano de película                                       | Patrick Wilson | Nominados | [ 114 ] |
| Chinese American Film Festival                 | 3 de noviembre de 2019   | Película estadounidense más popular en China                    | Aquaman | Ganadora  | [ 115 ] |
| AEAF Awards 2019                               | 15 de noviembre de 2019  | VFX de largometraje - Mérito especial                           | Method Studios — Aquaman | Ganadores |         |
| AACTA Award                                    | 4 de diciembre de 2019   | Mejores efectos visuales o animación                            | Kelvin McIlwain, Kimberly Nelson LoCascio, Josh Simmonds, David Nelson                                                                       | Nominados | [ 116 ] |

## Secuela
En diciembre de 2018, Toby Emmerich, presidente de Warner Brothers Pictures, anunció vía The Hollywood Reporter, que el estudio está desarrollando una secuela. Las discusiones sobre una secuela comenzaron durante la postproducción, cuando el director James Wan declaró a TotalFilm que la primera película deja espacio para más historias. Jason Momoa le dijo a SyfyWire que tiene el comienzo de una secuela escrita, y que después de mostrársela al estudio a través de Emmerich y Safran, estos se mostraron receptivos y entusiastas con respecto a sus ideas.